# Francisco Bizcocho
Francisco Bizcocho Estévez (Coria del Río, 22 gennaio 1951) è un ex calciatore spagnolo, di ruolo difensore.

## Carriera
Vestì per tutta la carriera la maglia del Real Betis Balompié. Vi militò per 11 stagioni, 9 in Primera División e due in Segunda.
Nella stagione 1973-1974 vinse il campionato cadetto, allenato dall'ungherese Ferenc Szusza.
Nella stagione 1976-1977 vinse la Copa del Rey battendo in finale i baschi dell'Athletic Club di Bilbao. La gara si decise ai tiri di rigore e Bizcocho realizzò il rigore decisivo.

## Palmarès
- Segunda División spagnola: 1

Betis: 1973-1974
- Copa del Rey: 1

Betis: 1976-1977